# Барсучківські ГЕС

Схема Барсучківських ГЕС

Барсучківські гідроелектростанції — група ГЕС на Великому Ставропольському і Невинномиському каналах, в Ставропольському краї. Входять до Кубанського каскаду ГЕС. 
Складається з: 
- Кубанської ГЕС-3
- Кубанської ГЕС-4
- Свистухинської ГЕС
- Малої Барсучківської ГЕС

Кубанські ГЕС-3 і ГЕС-4 розташовані на Великому Ставропольському каналі (Барсучківський скидний канал), Свістухінська ГЕС розташована на Невинномиському каналі, який забирає воду з р. Кубань для зрошення і обводнення земель Ставропольського краю. ГЕС використовують перепади рівнів води на трасі каналів, працюючи в піковій частині графіка навантажень.
Кубанські ГЕС-3 і ГЕС-4 спроектовані інститутом «Мособлгідропроект».
Барсучковські ГЕС входять до складу філії «Каскад Кубанських ГЕС» ВАТ «РусГідро».

## Ресурси Інтернету
- Опис ГЕС Кубанського каскаду [Архівовано 28 вересня 2013 у Wayback Machine.](рос.)
- Барсучковські ГЕС на офіційному сайті ВАТ «РусГідро» [Архівовано 10 жовтня 2013 у Wayback Machine.](рос.)
- Офіційний сайт ВАТ «Мособлгідропроект» [Архівовано 24 листопада 2009 у Wayback Machine.](рос.)